# دنیی میخولیاتس
دُنیْی میخولیاتس (به کرواتی: Donji Miholjac) شهری در اوسییک-بارانجا کشور کرواسی است که جمعیت آن در سال ۲۰۱۱ میلادی ۱۰٬۰۵۸ نفر بوده‌است.